# The Pyongyang Times
The Pyongyang Times è un giornale di stato della Corea del Nord pubblicato ogni settimana in lingua inglese e francese a Pyongyang, la capitale del paese. È l'edizione in lingua straniera del Pyongyang Sinmun.

## Storia e pubblicazione
Il tabloid di otto pagine venne pubblicato il 6 maggio 1965 e distribuito in circa 100 nazioni. Per questo motivo, lo staff viene allenato sull'inglese all'estero. Il giornale gestisce anche un sito in diverse lingue. Vengono pubblicati 52 numeri all'anno. A gennaio del 2012, sono stati pubblicati 2 672 numeri. Le copie vendute in Inglese e Francese sono circa 30.000.
In Corea del Nord, il The Pyongyang Times è disponibile agli ingressi degli hotel, nei voli aerei verso il paese e in altri luoghi frequentati da stranieri.
Naenara, il portale ufficiale per le notizie nordcoreane, ospita il The Pyongyang Times.

## Struttura e contenuti
Il giornale è strutturato nel seguente modo: la copertina è di solito dedicata al leader Kim Jong-un, con le sue visite alle varie istituzioni del paese e con le lodi al suo governo. Le pagine successive illustrano le grandi imprese sul piano tecnologico e ideologico della nazione, seguite da propaganda contro la Corea del Sud, Giappone, Stati Uniti e altri paesi (tra i quali Israele) considerati ostili nei confronti della Corea del Nord. Le ultime pagine sono simili a quelle del Rodong Sinmun, dedicate alle "notizie straniere", anche se vengono riportati soltanto gli eventi più importanti che avvengono nel mondo, principalmente provenienti da paesi socialisti.
La maggior parte dei contenuti, come altri media di stato, sono dedicati alla figura di Kim Jong-un. In particolare, la maggior parte delle notizie sono traduzioni di articoli del Rodong Sinmun. Viene descritto come carente di "notizie reali" ed è "semplicemente un riassunto dell'agenda quotidiana di Kim Jong-un, con complimenti dati in giusta misura."

## Affermazioni
The Pyongyang Times ha fatto numerose affermazioni sulla Corea del Sud, in particolare sulla condizione dei diritti umani. È stato dichiarato che il 50% dei Sudcoreani è disoccupato, il 57.6% è invece infettato dalla tubercolosi e che i soldati americani malati di AIDS sono schierati a sud seguendo una deliberata politica volta a contagiare il popolo sudcoreano. In un articolo del 31 maggio 1986, viene criticata la scelta del CIO di affidare l'organizzazione dei Giochi della XXIV Olimpiade a Seul, sostenendo che "Se i giochi verranno svolti in Corea del Sud, molti sportivi e turisti provenienti da tutto il mondo andranno incontro alla morte, a seguito di infezioni di AIDS." Mentre, la Corea del Nord viene descritta come il primo paese a non avere persone contagiate dall'HIV.
Tuttavia, il giornale fu relativamente aperto durante la grave alluvione del 2007, fornendo una lista dei danni subiti all'interno del paese. È stato dichiarato che più di 20 300 case sono state distrutte e "molte centinaia" di persone sono morte, sono stati danneggiati oltre "23 000 ettari di territorio agricolo, 300 ponti, 200 giacimenti minerari, 82 bacini idrici e 850 linee elettriche."